# Vincent Lannoo
Vincent Lannoo (Brussel·les, 1970) és un director de cinema i escriptor belga.

## Carrera
Després de desenvolupar un interès pel cinema, Lannoo es va matricular a l'Institut des Arts de Diffusion a Brussel·les i es va graduar allà el 1995. El seu primer curtmetratge, I Love the Movies (1998) , es va projectar al Festival Internacional de Cinema de Brussel·les (BRFF) de 1999, on va guanyar tant l'Estrella de Cristal al Millor Curtmetratge Europeu com l'Iris d'Or per Lannoo.
Lannoo va debutar en el llargmetratge l'any 2001 amb Strass, una pel·lícula experimental en la qual es barregen elements de realitat i ficció en una escola de teatre. Strass és la vintena pel·lícula del moviment cinematogràfic Dogma 95 i el seu títol és una referència al professor d'actuació estatunidenc Lee Strasberg. Es va estrenar a la Festival Internacional de Cinema Francòfon de Namur de 2001, on va competir pel Bayard d'Or a la millor pel·lícula i va guanyar el millor primer guió.
La seva pel·lícula Au nom du fils és protagonitzada per Astrid Whettnall com a presentadora de ràdio catòlica que s'oposa a la hipocresia de l'Església catòlica després del suïcidi del seu fill. Després de l'estrena, la pel·lícula va rebre l'aclamació general de la crítica, tot i que les seves referències religioses i la seva representació de la violència van provocar controvèrsia. Als 4ts Premis Magritte , Au nom du fils va rebre set nominacions, incloent el de Millor Pel·lícula i Millor Director per Lannoo. També va rebre el Méliès d'Or, atorgat per la Méliès International Festivals Federation a la millor obra de ficció especulativa d'Europa.

## Filmografia

### Curtmetratges
- 1998 : J'adore le cinéma
- 1999 : Si j'avais 10... pauvres

### Llargmetratges
- 2001 : Strass
- 2005 : Ordinary Man
- 2010 : Vampires
- 2010 : Les Apprivoisés
- 2011 : Little Glory
- 2012 : Au nom du fils
- 2013 : Les Âmes de papier

### Telefilms
- 2019 : États d'urgence
- 2022 : Entre ses mains[7]

### Sèries
- 2016 : Trepalium
- 2019 : À l'intérieur